# Helikopterplatta

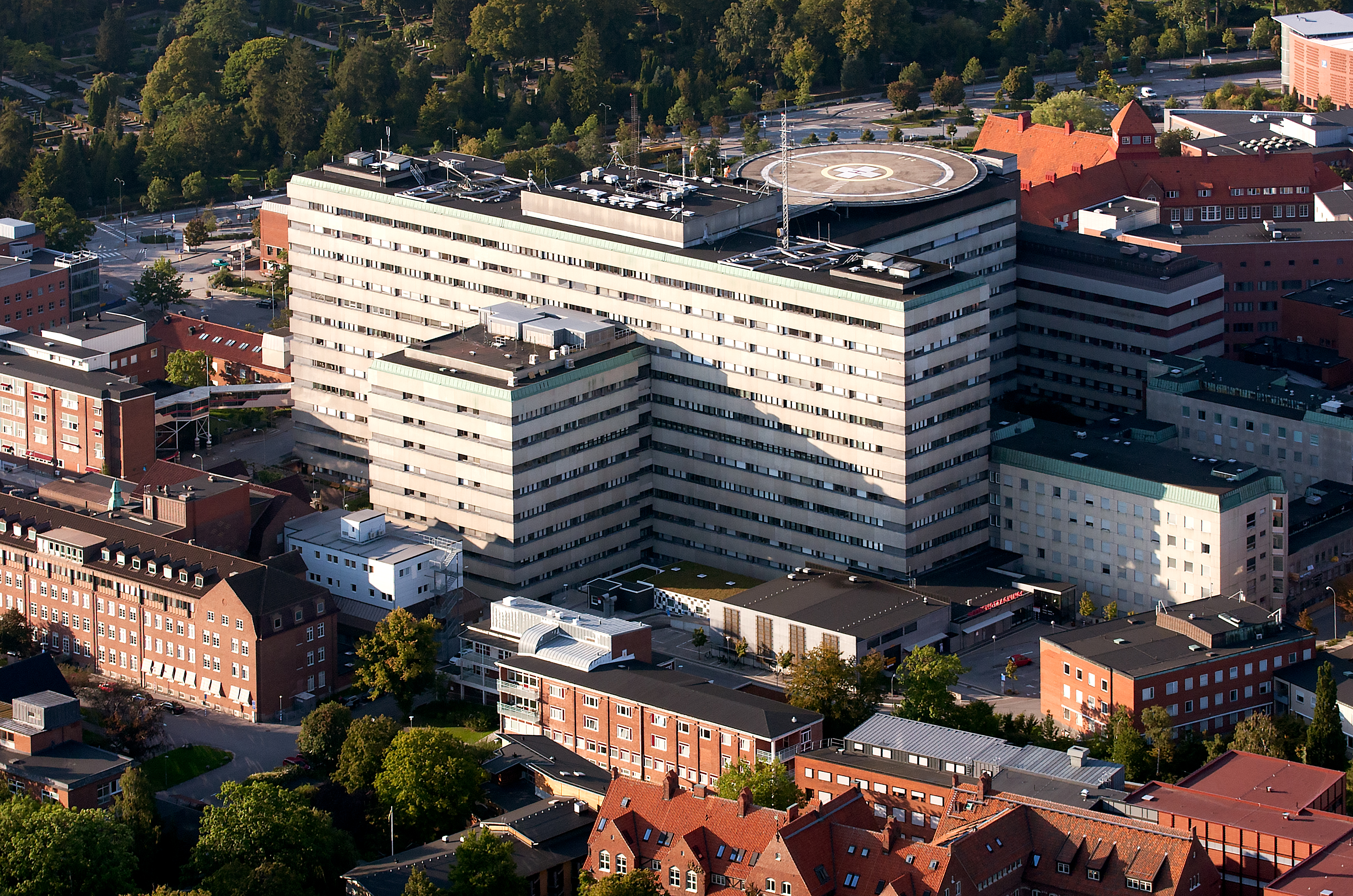
Helikopterplattsn på Skånes universitetssjukhus i Lund

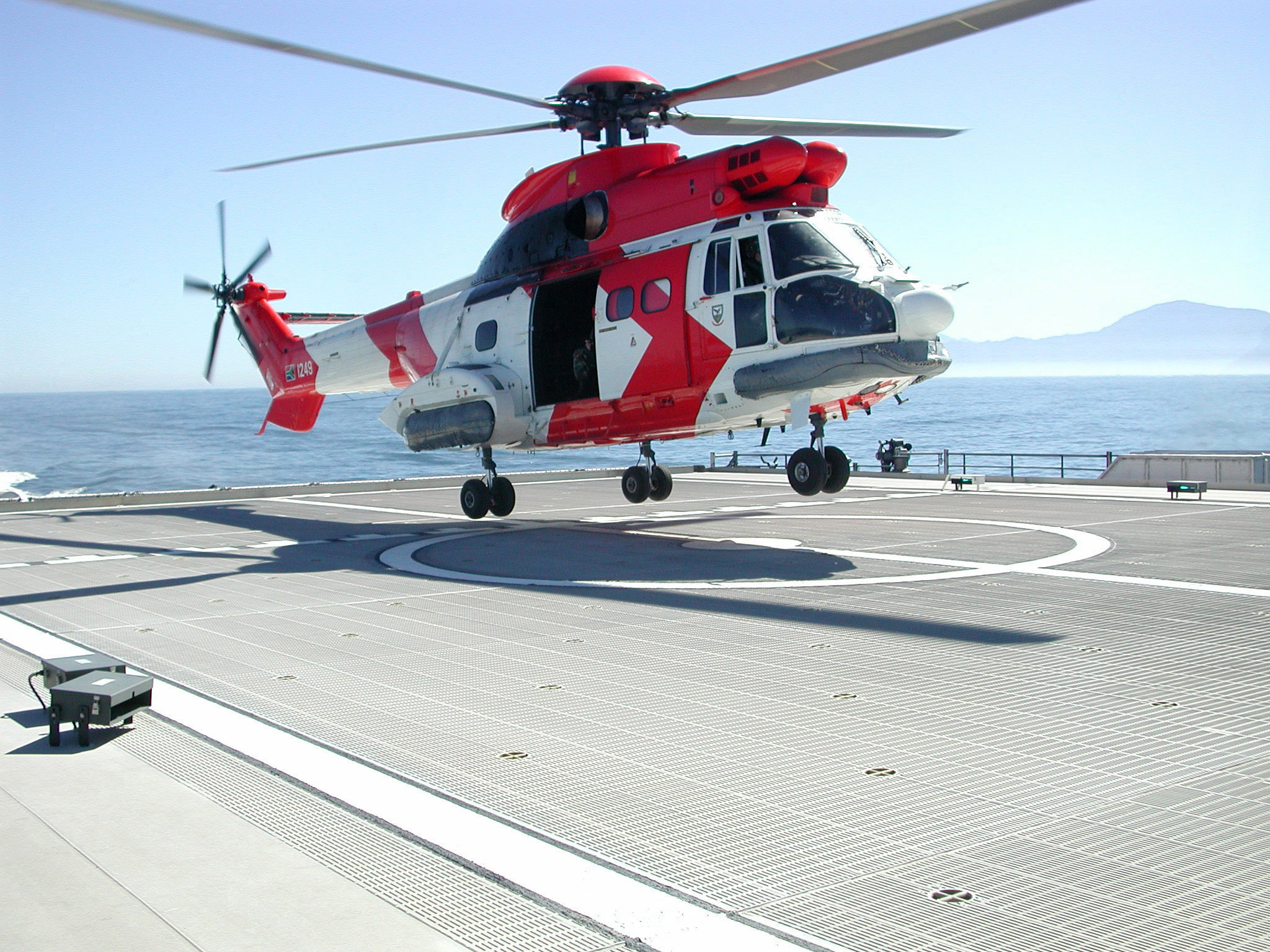
Atlas Oryx-helikopter landar på ett fartygs helikopterplatta.

En helikopterplatta är en plan yta främst avsedd som landningsplats för helikoptrar. Plattan kan vara belägen på marken, på ett fartyg eller på ett hustak. De är vanliga till exempel på sjukhus för ambulanshelikoptrar. Andra platser där helikopterplattor kan förekomma är brandstationer, polisstationer, skyskrapor eller fyrar.